# Иберский язык
Ибе́рский язык — один из так называемых средиземноморских языков, на котором говорили в дороманскую эпоху в Иберии (Испания) и на юге Франции вплоть до реки Гаронна. Свидетельства об этом языке сохранились в виде надписей, отдельных слов, цитируемых античными авторами, и в именах собственных.

## Генетические связи
Родство иберского языка с баскским принадлежит к числу спорных и постоянно обсуждаемых вопросов: сторонники баско-иберской гипотезы его признают, однако среди противников этой гипотезы были виднейшие баскологи, такие как А. Товар и Л. Траск. Испанский лингвист Э. Ордунья Аснар полагает, что в иберском и баскском были общие числительные и общие морфологические падежные показатели. При этом прямых лексических совпадений пока выявлено мало. Основным аргументом «против» является то, что предки басков, по данным археологии, связываются с Артенакской культурой, существовавшей в центральной Франции, то есть на значительном удалении от древней Иберии.

## Распространение
Язык засвидетельствован на надписях местной разновидностью палеоиспанского письма вдоль северо-восточного побережья Испании (современные Каталония и Валенсия), а также частично на её юго-восточном побережье. Надписи делились на относительно длинные (несколько десятков слов) тексты на свинцовых табличках и краткие легенды на монетах (названия городов; последние послужили ключом к дешифровке иберского письма). 
Иберы или близкородственные им народы в античную эпоху также присутствовали на Корсике и, возможно, на Сардинии, однако культуры данных островов были бесписьменными. Иберский язык исчез вскоре после покорения всех указанных территорий римлянами.

## Письменность

### Иберское письмо
Иберское письмо было смешанным по виду: часть знаков была слоговыми (взрывной согласный + гласный), прочие знаки были буквенными. Наиболее ранний вариант письменности использовался тартессийцами и возник, вероятно, как разновидность финикийского письма, принесённого финикийскими колонистами в Средиземном море в конце II тысячелетия до н. э. — начале I тыс. до н. э. У тартессийцев это письмо было заимствовано иберами. Сами иберские надписи не столь древние — они относятся к 4 в. до н. э. и содержат как буквенные знаки (в том числе для гласных звуков), так и слоговые.
Сходство с греческим алфавитом является обманчивым: многие сходные буквы имеют совершенно иное чтение.
Основная часть надписей — короткие легенды на монетах (нередко двуязычные, благодаря чему письмо и было дешифровано), а также довольно длинные, в несколько десятков слов, надписи на металлических табличках.

### Греко-иберский алфавит
Этот алфавит, производный от греческого, был заимствован на позднем этапе существования иберского языка, однако не смог окончательно вытеснить иберское письмо.

## Фонетика и фонология
Фонетика иберского языка реконструируется на основании соответствий между записью иберских слов иберским письмом, латинским и греческим алфавитом.

#### Гласные
На письме различалось 5 гласных, условно обозначаемых как a e i o u — те же, что и в современных языках Испании, как например иберо-романские (испанский, каталанский и др.). Басколог Л. Траск предполагал, что подобная однородность системы гласных полуострова является признаком сложившегося уже в ту пору языкового союза.
Гласные переднего ряда (a, e, i) встречаются чаще, чем гласные заднего ряда. Несмотря на предположительное наличие носового гласного (условно обозначаемого ḿ), он мог быть аллофоном. Судя по греческой транскрипции иберской лексики, долгота гласных в иберском не различалась; если это так, то иберский гласный E был скорее долгим (соответствует греческой ῆτα), чем кратким (греческий ἔψιλόν).

#### Дифтонги
По-видимому, второй элемент дифтонгов был всегда закрытым гласным, как в ai (śaitabi), ei (neitin) и au (lauŕ). 

#### Полугласные
Возможно, в иберском наличествовали полугласные j (в словах типа aiun или iunstir) и w (только в заимствованных словах, например, diuiś — из галльского). То, что w отсутствовал в исконных словах, позволяет усомниться в наличии полугласных в иберском языке, если не считать заимствований и дифтонгов.

#### Согласные
- Вибранты: в письменности существуют два знака, условно обозначаемые как r и ŕ (в латинской и греческой передаче иберской лексики оба передаются как R). Иберологи не имеют общего мнения по поводу произношения данных вибрантов. Корреа предполагал, что ŕ был альвеолярный одноударный [ɾ], а r был «сложным вибрантом», то есть альвеолярный дрожащим [r]. Позднее Родригес Рамос предположил, что ŕ был альвеолярный одноударный [ɾ], а r — ретрофлексным одноударный [ɽ], тогда как Баллестер считал, что r обозначал увулярный фрикативный [ʁ]. Позднее Баллестер пересмотрел свою гипотезу и счёл r альвеолярным одноударным [ɾ], а ŕ — альвеолярным дрожащим [r]. Ни r, ни ŕ не встречаются в начале слова, аналогично баскскому.

- Сибилянты: существовало два сибилянта, условно обозначаемых как s и ś. Различие между ними неясно, существует ряд альтернативных гипотез. Баллестер полагал, что s был альвеолярным [s], а ś — глухим палатоальвеолярным фрикативным [ɕ]. Родригес Рамос (Rodríguez Ramos, 2004) предполагает, что ś был альвеолярным [s], а s был аффрикатой, либо зубной [ts], либо палатальной [tʃ]. Это предположение косвенно подтверждается наблюдениями Корреа об адаптации галльских имён в иберских текстах.
- Боковые: знак l крайне редко встречается в конце слова и, возможно, временами эта фонема чередовалась с ŕ: aŕikal-er ~ aŕikaŕ-bi.
- Носовые согласные:
  - n был, скорее всего, альвеолярным n.
  - m: между исследователями существуют разногласия по поводу звука, который передавал данный знак письма. Он редко встречается в начале слов. Веласа считал, что он мог быть аллофоном n в середине слов, как видно из примера чередования iumstir/iunstir. Хосе Корреа считал его геминатом или сильным носовым. Баллестер считал его лабиализованным назальным как в иберском, так и в кельтиберском. Родригес Рамос считал его аллофоном n, назализующим предыдущий гласный.
  - Свойства фонемы ḿ спорны. Хотя она считается назальной, конкретное звучание установить трудно. Ряд лингвистов согласились обозначать её как na на основании текстов, записанных греческим алфавитом, а также функциональными совпадениями между суффиксами -ḿi и -nai, и ономастическим элементами -ḿbar- / -nabar-. Этой теории, возможно, противоречит латинская передача иберского слова ḿbar-beleś как VMARBELES. Корреа считает этот звук лабиализванным назальным. Неясно даже, всегда ли этот знак иберского письма произносился одинаково. Родригес Рамос считал его назализованным гласным, создаваемым в результате прогрессивной назализации.
- Взрывные согласные: всего их отмечено пять. Все взрывные согласные в иберском письме передаются не отдельными знаками, а слоговыми (взрывной + гласный).

|            | глухой | звонкий |
| велярный   | /k/    | /ɡ/     |
| зубной     | /t/    | /d/     |
| лабиальный |        | /b/     |

По-видимому, фонема p в иберском отсутствовала, так как она не засвидетельствована ни в иберском письме, ни в греческой записи иберских слов, а встречается лишь в латинской записи иберских имён, где, вероятно, является аллофоном b. Высказывалось предположение, что фонема b могла временами произноситься как w (это может объяснять частоту употребления знака bu), и в этом случае произноситься назализованно.

## Морфология
Известен ряд постпозиционных аффиксов, которые особенно часто встречаются в личных (родовых) именах. По этому признаку иберский язык относится скорее к агглютинирующим, чем к флективным.
К наиболее несомненным относятся следующие:
-ar: присоединяется к личным именам, посессив;
-en: назначение сходно или соответствует -ar;
-ḿi: назначение сходно или соответствует -ar;
-ka: маркер реципиента (получателя);
-te: эргатив;
-ku: аблатив (сочетается с топонимами); возможно, связан с баскским показателем генитива места -ko;
-ken / -sken: вероятно, множественное число генитива, поскольку используется на монетах вместе с названиями народов (имеет параллели на греческих и латинских монетах).
-k: вероятно, маркер мн. ч. (такой же показатель мн. ч. -k существует в баскском).

## Лексика
Для ряда слов предложены относительно надёжные толкования:
- aŕe take: соответствие латинскому словосочетанию hic est situs («здесь находится»), что ясно благодаря двуязычной надписи из Таррагоны;
- eban и ebanen: эквиваленты латинского coeravit («позаботился (чтобы было сделано)») на могильных камнях, что ясно благодаря двуязычной надписи из Сагунто;
- iltiŕ и iltun: обычные составляющие иберских топонимов, нечто вроде «город»[5];
- ekiar: глагол или отглагольное имя, означающий «делать», сопоставим с баскским глаголом egin с тем же значением[6]; likine-te ekiar usekerte-ku означает примерно «сделано Ликиносом из Осикерды»;
- seltar и siltar: означает примерно «могила» или «надгробный камень»[7];
- śalir: нечто, связанное с деньгами или монетами, поскольку часто используется на монетах (напр., iltiŕta-śalir-ban) и на свинцовых табличках рядом с числительными и словах, означающих количество[8][9].